# Josip Stanić Stanios
Josip Stanić Stanios (ur. 1 sierpnia 1943 roku) – chorwacki malarz i pisarz.
Studiował malarstwo w Accademia di Belle Arti w Rzymie. W 1993 roku uruchomił wspólnie z poetą i krytykiem sztuki Borisem Vrgą czasopismo "Generacije", magazyn kultury i literatury.

## Dzieła
- Gdy słońce zachodzi, 2012